# Oulanem
Oulanem (in tedesco Oulanem), è un dramma teatrale poetico scritto da Karl Marx nel 1839 durante i suoi anni da studente. L'azione si svolge in una città di montagna in Italia.

## Contenuto

### Personaggi
- Oulanem – un viaggiatore tedesco
- Lucindo – compagno di Oulanem
- Pertini – un cittadino di una città di montagna in Italia
- Alwander – un cittadino di una città in Italia
- Beatrice – figlia adottiva di Alwander
- Wierin
- Perto - un monaco